# One Of The Boys
One of the Boys este al doilea album de studio al cântăreței americane Katy Perry. A fost lansat pe 17 iunie 2008, de către Capitol Records. În timpul producției sale, Perry a fost abandonat de la două case de discuri și a trecut prin două albume anulate. A colaborat cu producătorii Greg Wells, Dr. Luke, David A. Stewart, Max Martin și Ted Bruner, printre alții, la album, și a scris toate piesele sale cu asistența altor producători și scriitori. EP Ur So Gay, care conține single-ul promoțional cu același nume, a fost lansat pentru a genera interes pentru cântăreață și album.